# Stefan Strumbel
Stefan Strumbel (né le 17 mai 1979 à Offenbourg) est un artiste contemporain allemand.

## Biographie
En 1993, il se découvre une passion pour le graffiti. En 1996, Il est arrêté et condamné pour dégradations.
Il travaille comme artiste indépendant depuis 2001.

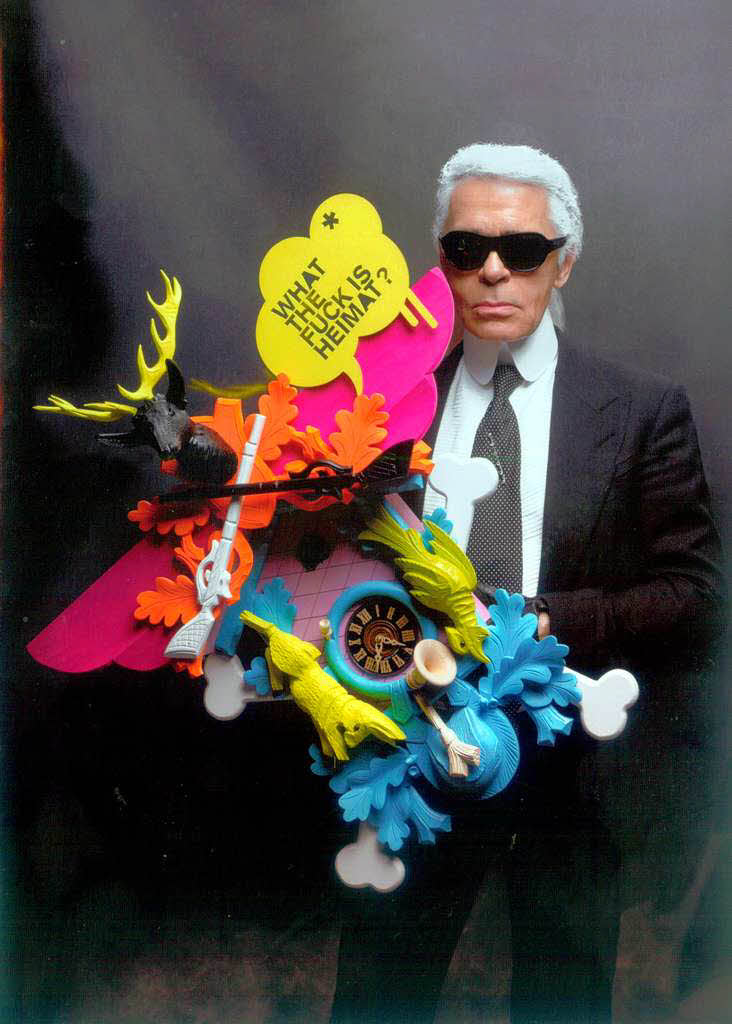
Karl Lagerfeld tenant un coucou de Stefan Strumbel

## Œuvre
Stefan Strumbel développe le paradigme du Heimat en utilisant de nombreux objets culturels et religieux de sa région d'origine, la Forêt-Noire, comme des coucous, des masques en bois du carnaval souabe-alémanique ou des crucifix avec des éléments stylistiques de l'art urbain et du Pop Art, les plaçant dans un nouveau contexte, parfois provocant. Par exemple, il remplace des éléments importants comme l'oiseau par des symboles associés à la violence, la pornographie et la mort, dans des horloges aux couleurs vives. Il suscite ainsi un changement de valeurs en mélangeant les valeurs traditionnelles en voie de disparition et l'individualisation de la personne et des symboles de son statut social.
Karl Lagerfeld et Hubert Burda (de) font partie des collectionneurs de Stefan Strumbel.

### Église de Goldscheuer
L'église Sainte-Marie, construite entre 1962 et 1964, à Goldscheuer, un quartier de Kehl, doit être fermée par manque de fidèles. Finalement des dons sauvent l'église et Strumbel est appelé pour concevoir un nouvel intérieur. Après un temps de scepticisme comme souvent avec l'art contemporain et la religion, le projet est soutenu par les institutions étatiques et cultuels.

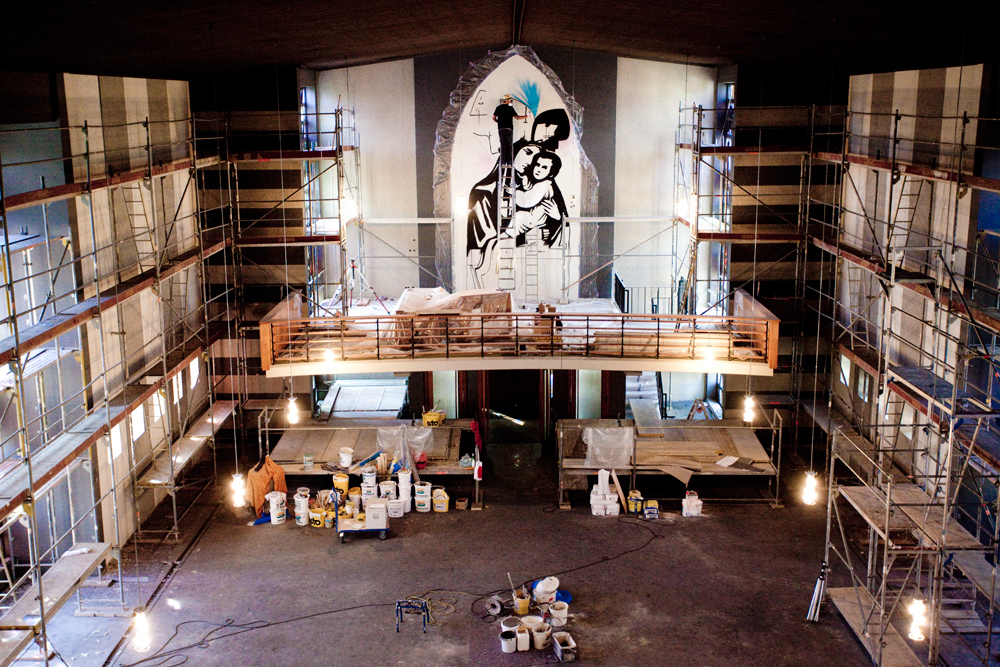
L'église de Goldscheuer durant les travaux

Le 1er juillet 2011, l'église est rouverte. Sur le balcon au-dessus du narthex, se trouve une madone haute de six mètres tenant l'Enfant Jésus en costume traditionnelle du comté de Hanau-Lichtenberg. Dans le chœur, il y a un groupe de croix dorées avec des rayons roses sous une lancette éclairée par des diodes électroluminescentes. Sur les bougies d'intercession sont dessinées des phylactères non remplis pour recevoir les prières et les souhaits des fidèles.